# CS Meaux
CS Meaux là một câu lạc bộ bóng đá Pháp, có trụ sở tại thị trấn Meaux. Các cựu cầu thủ của đội bao gồm Marc Lévy, Philippe Anziani, Francis Llacer, Frédéric Déhu, Franck Leboeuf Andrzej Zgutczyński, Joël Cantona, Titus James Palani và thủ môn Yohann Pelé, Geoffrey Jourdren.

## Cầu thủ

### Đội hình hiện tại
Kể từ ngày 13 tháng 4 năm 2019. 
| No. |        | Position | Player          |
| --- | ------ | -------- | --------------- |
|     | France | GK       | Samir Ghrab     |
|     | France | GK       | Babou Yattabare |
|     | France | DF       | Franck Bailly   |
|     | France | DF       | Bissafi Dotte   |
|     | France | DF       | Mohamed Kamara  |
|     | France | DF       | Antonin Mendy   |
|     | France | DF       | Charles Régis   |
|     | France | DF       | Jessy Youmbi    |
|     | France | MF       | Julien Allaf    |
|     | France | MF       | Moussa Camara   |

| No. |        | Position | Player           |
| --- | ------ | -------- | ---------------- |
|     | France | MF       | Abel Ladjimi     |
|     | France | MF       | Younes Mokrane   |
|     | France | MF       | Eric NJankou     |
|     | France | MF       | Daniel Semroud   |
|     | France | FW       | Billal El Fathi  |
|     | France | FW       | Karim Herouat    |
|     | Mali   | FW       | Mamadou Niane    |
|     | France | FW       | Michaël Niçoise  |
|     | France | FW       | Bilal Reffas     |
|     | France | FW       | Yann Bengo Mbuta |